# Palaestra rufocincta
Palaestra rufocincta es una especie de coleóptero de la familia Meloidae.

## Distribución geográfica
Habita en el oeste de Australia.